# Hiba Omar
Hiba Omar (in arabo هبة عمر‎?; Quneitra, 22 giugno 1990) è una discobola e pesista siriana.

## Biografia
Nata non lontana dalle alture del Golan, sul confine israeliano-palestinese, Omar è stata ispirata alla carriera atletica dal successo di Ghada Shouaa ai Giochi olimpici di Atlanta 1996. Debutta internazionalmente nel 2005, partecipando ai Mondiali allievi, successivamente ha preso parte principalmente a competizioni del continente asiatico.

Ha fatto parte, per esempio, dell'esiguo team siriano ai Campionati asiatici in India, dove più che la sua prestazione hanno fatto notizia le dichiarazioni riguardo alla situazione della guerra civile siriana e alla possibilità di potersi allenare in un clima bellico.

## Palmarès
| Anno | Manifestazione                    | Sede        | Evento           | Risultato | Prestazione | Note |
| ---- | --------------------------------- | ----------- | ---------------- | --------- | ----------- | ---- |
| 2005 | Mondiali allievi                  | Marrakech   | Lancio del disco | 32ª (q)   | 35,92 m     |      |
| 2007 | Giochi panarabi                   | Il Cairo    | Lancio del disco | 4ª        | 38,49 m     |      |
| 2007 | Giochi panarabi                   | Il Cairo    | Getto del peso   | 4ª        | 12,31 m     |      |
| 2009 | Campionati arabi                  | Damasco     | Lancio del disco | Oro       | 43,67 m     |      |
| 2010 | Asiatici indoor                   | Teheran     | Getto del peso   | 5ª        | 11,86 m     |      |
| 2011 | Campionati arabi                  | al-'Ayn     | Lancio del disco | Bronzo    | 42,27 m     |      |
| 2011 | Campionati arabi                  | al-'Ayn     | Getto del peso   | Bronzo    | 13,46 m     |      |
| 2012 | Campionati dell'Asia occidentale  | Dubai       | Lancio del disco | Bronzo    | 40,02 m     |      |
| 2012 | Campionati dell'Asia occidentale  | Dubai       | Getto del peso   | Argento   | 12,64 m     |      |
| 2014 | Giochi asiatici                   | Incheon     | Lancio del disco | 8ª        | 45,81 m     |      |
| 2017 | Giochi della solidarietà islamica | Baku        | Lancio del disco | 5ª        | 48,27 m     |      |
| 2017 | Giochi della solidarietà islamica | Baku        | Getto del peso   | 7ª        | 12,78 m     |      |
| 2017 | Asiatici                          | Bhubaneswar | Lancio del disco | 10ª       | 43,82 m     |      |